# Impeachment Donalda Trumpa (2019)

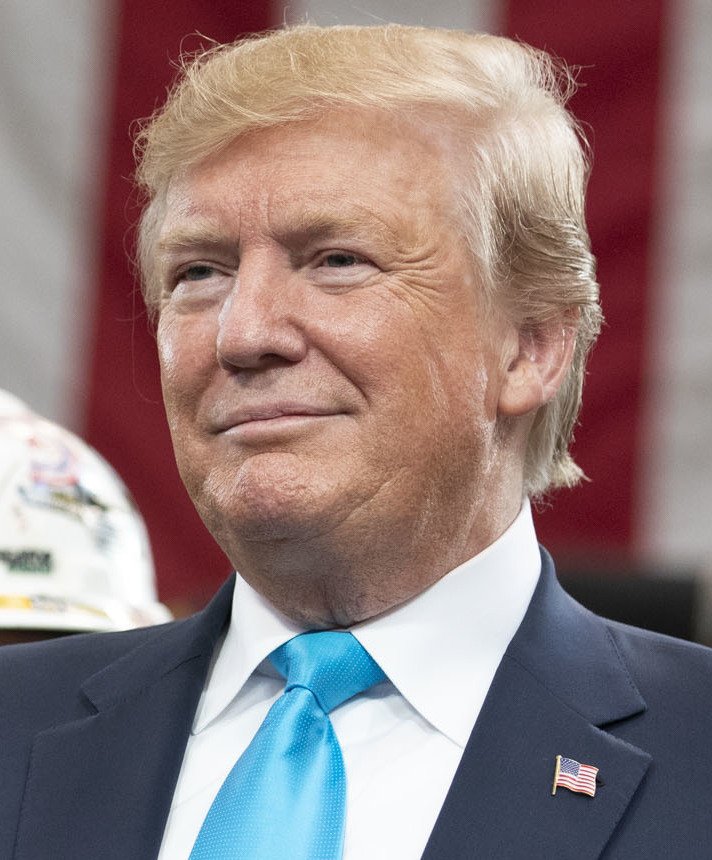
Donald Trump w 2019 roku

Impeachment Donalda Trumpa w 2019 roku – oficjalne postawienie przez Izbę Reprezentantów USA Donalda Trumpa, 45. prezydenta USA, w stan oskarżenia w ramach procedury impeachmentu. Przyjęcie dwóch artykułów impeachmentu nastąpiło 18 grudnia 2019 w Izbie Reprezentantów (izbie niższej Kongresu). Donald Trump, czwarty oskarżony przez Izbę Reprezentantów prezydent w historii Stanów Zjednoczonych i trzeci poddany wynikającej stąd procedurze quasi sądowej przed Senatem, został formalnie oskarżony o nadużycie władzy przez wymuszanie na obcym państwie podjęcia działań w prywatnym interesie prezydenta oraz o blokowanie pracy Kongresu.
Pierwszy artykuł impeachmentu, przegłosowany większością 230 głosów, traktuje o wykorzystaniu sprawowanego przez Trumpa urzędu do osiągania prywatnych celów. Drugi, przegłosowany większością 229 głosów, mówi o utrudnianiu prowadzonego przez Kongres śledztwa poprzez zakazywanie urzędnikom Białego Domu stawiennictwa na wezwania komisji Kongresu, w celu przesłuchania ich jako świadków w sprawie.
Donald Trump jest czwartym prezydentem Stanów Zjednoczonych, wobec którego wszczęto śledztwo w sprawie impeachmentu i trzecim, który został oficjalnie postawiony w stan oskarżenia. Poprzednimi byli Andrew Johnson w 1868 roku, Richard Nixon w 1974 roku (ustąpił ze stanowiska przed głosowaniem nad impeachmentem) i Bill Clinton w 1998 roku.
5 lutego Senat Stanów Zjednoczonych uniewinnił Trumpa. W pierwszym artykule impeachmentu 48 senatorów głosowało za, a 52 przeciw. W drugim głosowało 47 za, a 53 przeciw.

## Tło

### Wybory prezydenckie w 2020
Donald Trump ubiegał się o reelekcję z ramienia Partii Republikańskiej w wyborach prezydenckich w 2020 roku. Tymczasem Partia Demokratyczna organizowała tradycyjnie prawybory, które miały wyłonić oficjalnego kandydata partii. Latem 2019 roku były wiceprezydent Joe Biden z Partii Demokratycznej był uznawany za jednego z najmocniejszych kandydatów.

### Hunter Biden i Burisma Holdings
W latach 2009–2017, podczas pierwszej i drugiej kadencji Baracka Obamy, Joe Biden sprawował urząd wiceprezydenta Stanów Zjednoczonych. W 2014 zarejestrowana na Cyprze firma Burisma Holdings, jeden z największych światowych wydobywców gazu ziemnego, ogłosiła, że Hunter Biden, syn Joego Bidena, dołączył do zarządu. Miał on doradzać w sprawach przejrzystości, ładu korporacyjnego i ekspansji międzynarodowej. Hunter Biden był członkiem zarządu do 2019 i zarabiał w tym czasie około 50 tysięcy dolarów amerykańskich miesięcznie. Jego niespodziewana nominacja budziła kontrowersje, szczególnie ze względu na zarzucany Hunterowi Bidenowi brak doświadczenia.
Założyciel Burisma Holdings, Mykoła Złoczewski, służył wcześniej jako minister środowiska na Ukrainie. Po masowych protestach w 2014 społeczeństwo ukraińskie oraz wiele rządów zagranicznych domagało się od nowych władz Ukrainy dochodzenia w sprawie korupcji. Złoczewskiemu zarzucono pranie brudnych pieniędzy i nadużywanie władzy. Sam Złoczewski nie przyznał się do winy. Ówczesny rząd Stanów Zjednoczonych domagał się również dymisji prokuratora generalnego Ukrainy, Wiktora Szokina, zarzucając mu zbytnią pobłażliwość wobec korupcji. Dymisja Szokina nastąpiła jeszcze w tym samym roku.
Dochodzenie w sprawie Burisma Holdings zakończyło się zamknięciem sprawy bez postawienia zarzutów. W maju 2019 prokurator generalny Ukrainy Jurij Łucenko oświadczył, że Hunter Biden nigdy nie był podmiotem śledztwa, a według agencji prasowej Agence France-Presse śledztwo obejmowało okres przed zatrudnieniem Bidena. W międzyczasie Hunter Biden dołączył do zarządu chińskiej firmy BHR Partners.

### Zarzuty Donalda Trumpa wobec Joego Bidena
Pierwsze spekulacje na temat tego, że Joe i Hunter Biden mogli być zamieszani w korupcję na Ukrainie, pojawiły się w książce Secret Empires: How Our Politicians Hide Corruption and Enrich Their Families autorstwa Petera Schweizera. W książce nie pojawiły się jednak sugestie, jakoby doszło do złamania prawa przez kogokolwiek z rodziny Bidenów.
Donald Trump publicznie oskarżał Joego Bidena i Huntera Bidena o korupcję, wymuszania i podstępne eksploatowanie innych państw. Zarzucił byłemu wiceprezydentowi, że domagał się dymisji Szokina, by zaszkodzić śledztwu w sprawie Burisma Holdings. Według kampanii wyborczej Donalda Trumpa, Joe Biden miał zaproponować rządowi ukraińskiemu miliard dolarów amerykańskich w zamian za zwolnienie prokuratora generalnego. W niektórych wpisach na Twitterze Trump cytował Schweizera.
Joe Biden nazwał zarzuty Donalda Trumpa bezzasadnymi i politycznie motywowanymi. Część mediów, na przykład agencja prasowa Bloomberg, stwierdziła, że nie ma żadnych dowodów ani na popełnienie wykroczenia przez Huntera Bidena, ani na naciski rządu amerykańskiego na rząd ukraiński w związku ze śledztwem w sprawie Burisma Holdings.

## Przebieg śledztwa

### Podstawy do wszczęcia śledztwa

#### Wypowiedź Rudiego Giulianiego

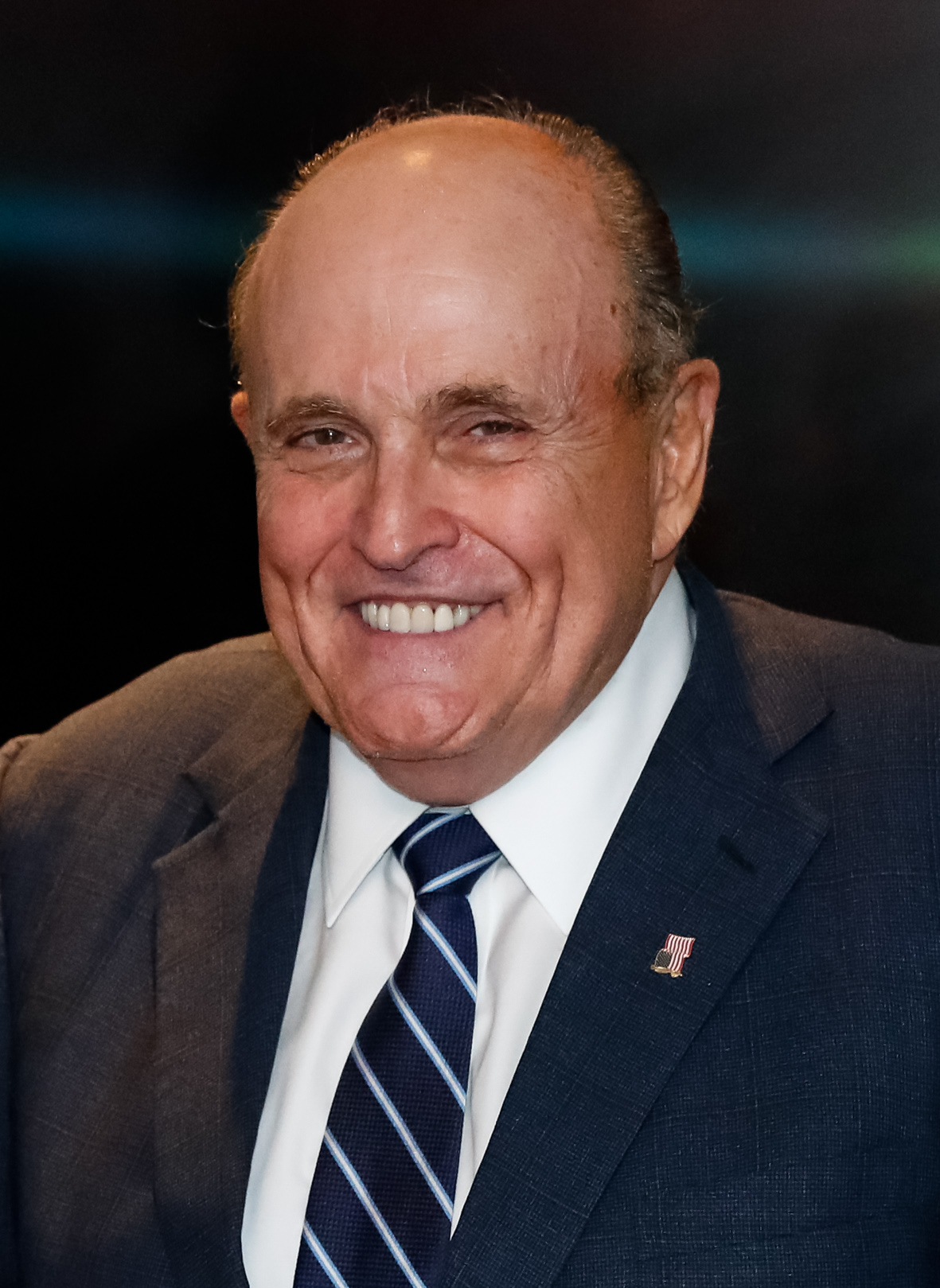
Rudy Giuliani we wrześniu 2019

W maju 2019 Rudy Giuliani, osobisty prawnik Donalda Trumpa, publicznie oświadczył, że wybiera się na Ukrainę, by interweniować w sprawie śledztwa dotyczącego korupcji, które mogłoby być bardzo przydatne dla prezydenta Stanów Zjednoczonych. Jego zdaniem śledztwo mogło pogrążyć polityków Partii Demokratycznej, Joego Bidena i Hillary Clinton. Giulianiemu zarzucano, że jego udział w prowadzonym śledztwie mógł być nielegalny i odebrany jako zabieganie o interwencję zagranicznego rządu w wybory prezydenckie w 2020.
19 września 2019 w telewizji CNN Rudy Giuliani udzielił niejednoznacznej odpowiedzi na temat tego czy zachęcał wprost ukraińskich urzędników, by zbadali działalność Joego Bidena i Huntera Bidena na terenie Ukrainy. W różnych momentach potwierdził lub zaprzeczył tym oskarżeniom. Podtrzymał jednak opinię, że w żaden sposób nie popełnił wykroczenia.

#### Doniesienia sygnalisty
20 września 2019 gazeta The Wall Street Journal opublikowała artykuł, w którym powołując się na doniesienia anonimowego sygnalisty, poinformowała, że w lipcu 2019 Donald Trump odbył rozmowę telefoniczną z prezydentem Ukrainy Wołodymyrem Zełenskim. Miał ośmiokrotnie poprosić Zełenskiego o wszczęcie śledztwa przeciwko Joemu Bidenowi i jego synowi Hunterowi oraz o współpracę z Rudym Giulianim, prawnikiem pracującym wówczas dla Trumpa. Przed rozmową Biały Dom zablokował prawie 400 milionów dolarów amerykańskich wyasygnowanej przez Kongres pomocy dla Ukrainy, co rzekomo miało być formą nacisku na ukraiński rząd. Według sygnalisty pracownicy Białego Domu starali się zatuszować aferę, między innymi utajniając zapisy wszystkich prezydenckich rozmów telefonicznych przeprowadzonych w lecie 2019 roku, ponieważ byli świadkami próby uzyskania przez prezydenta korzyści osobistych.

### Wszczęcie śledztwa

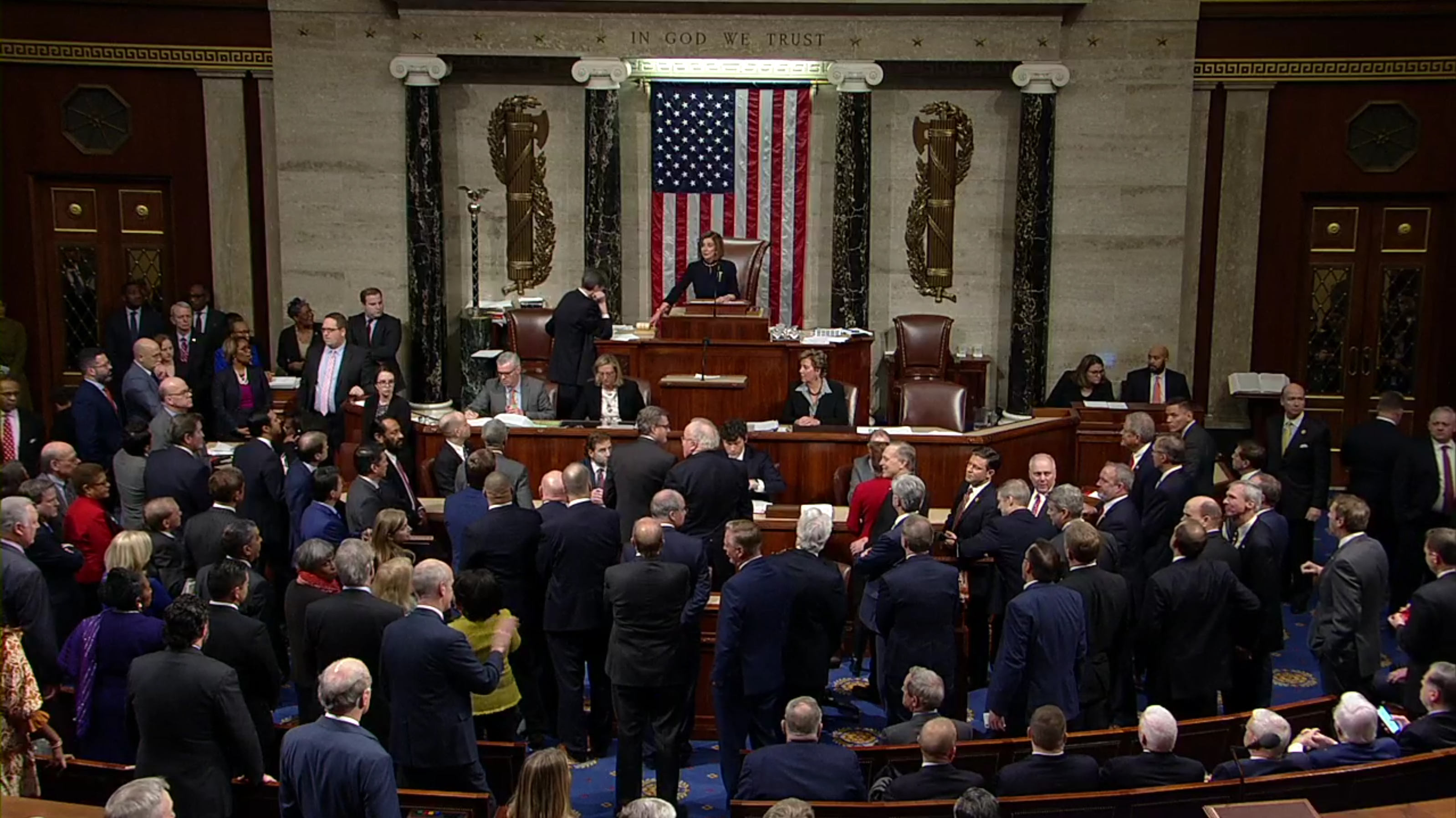
Izba Reprezentantów Stanów Zjednoczonych w trakcie głosowania nad impeachmentem Donalda Trumpa

24 września 2019 spikerka Izby Reprezentantów Nancy Pelosi z Partii Demokratycznej ogłosiła wszczęcie formalnego śledztwa w sprawie impeachmentu prezydenta Donalda Trumpa. W swojej wypowiedzi zarzuciła Trumpowi nieuczciwość, zdradę przysięgi urzędowej, zdradę bezpieczeństwa narodowego i sprzeniewierzenie się uczciwości wyborów. Trump nie przyznał się do winy i tego samego dnia odtajnił część zapisu swojej rozmowy z Wołodymyrem Zełenskim. Odtajnione fragmenty potwierdzały jednak część doniesień sygnalisty.
W październiku 2019 prokuratura federalna w Nowym Jorku wszczęła dochodzenie przeciwko Rudiemu Giulianiemu w sprawie podejrzeń o naruszenie prawa o zapobieżeniu wpływom zagranicznym na rząd Stanów Zjednoczonych.
Formalne rozpoczęcie procedury impeachmentu Izba Reprezentantów uchwaliła 31 października 2019. Rezolucję poparło 232 reprezentantów. Przeciwnych było 196.

### Zapis rozmowy telefonicznej Trumpa i Zełeńskiego

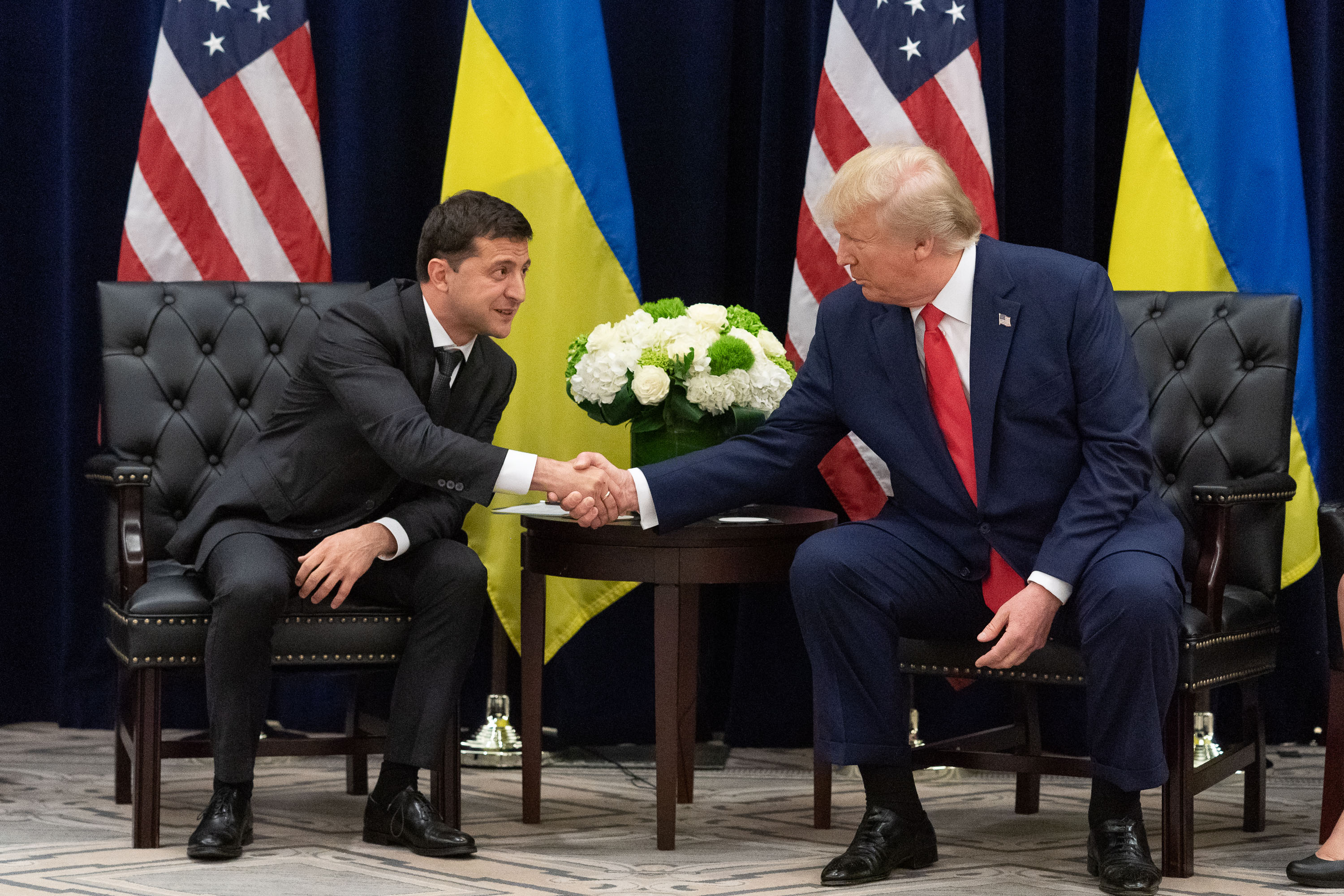
Spotkanie prezydenta Ukrainy Wołodymyra Zełenskiego z prezydentem Stanów Zjednoczonych Donaldem Trumpem w Białym Domu 25 września 2019 roku

Ujawniony transkrypt rozmowy potwierdzał, że w lipcu 2019 Donald Trump poprosił Wołodymyra Zełenskiego „o przysługę” przyjrzenia się sprawie Joe i Huntera Bidenów. Zalecił również współpracę z prawnikiem Trumpa Rudym Giulianim i prokuratorem generalnym Stanów Zjednoczonych Williamem Barrem. Wyraził też niezadowolenie z powodu dymisji ukraińskiego prokuratora generalnego Jurija Łucenki.
| Wersja oryginalna | Tłumaczenie |
| --- | --- |
| Donald Trump: Mr. Giuliani is a highly respected man. He was the mayor of New York City, a great mayor, and I would like him to call you. I will ask him to call you along with the Attorney General. Rudy very much knows what’s happening and he is a very capable guy. If you could speak to him that would be great. The former ambassador from the United States, the woman, was bad news and the people she was dealing with in the Ukraine were bad news so I just want to let you know that. The other thing, There’s a lot of talk about Biden’s son, that Biden stopped the prosecution and a lot of people want to find out about that so whatever you can do with the Attorney General would be great. Biden went around bragging that he stopped the prosecution so if you can look into it...It sounds horrible to me. Wołodymyr Zełenski: I wanted to tell you about the prosecutor. First of all I understand arid I’m knowledgeable about the situation. Since we have won the absolute majority in our Parliament; the next prosecutor general will be 100% my person, my candidate, who will be approved, by the parliament and will start as a new prosecutor in September. He or she will look into the situation, specifically to the company that you mentioned in this issue. | Donald Trump: Pan Giuliani jest wysoce szanowanym człowiekiem. Był burmistrzem Nowego Jorku, wielkim burmistrzem, i chciałbym, żeby do ciebie zadzwonił. Poproszę go, aby zadzwonił do ciebie razem z prokuratorem generalnym. Rudy wie bardzo dużo o tym, co się dzieje i jest bardzo zdolnym gościem. Gdybyś chciał z nim porozmawiać, byłoby świetnie. Były ambasador Stanów Zjednoczonych, ta kobieta, była hultajem i ludzie z jej otoczenia byli hultajami i chcę, żebyś o tym wiedział. Druga sprawa, dużo się mówi o synu Bidena, że Biden powstrzymał prokuratora i wiele osób chce się o tym dowiedzieć, więc cokolwiek zrobisz z prokuratorem generalnym, byłoby świetne. Biden wszystkim się chwalił, że powstrzymał prokuraturę, więc jakbyś mógł się temu przyjrzeć to... to brzmi okropnie... Wołodymyr Zełenski: Chciałem ci powiedzieć o prokuratorze. Po pierwsze rozumiem sytuację i jestem jej świadomy. Ponieważ zdobyliśmy większość absolutną w naszym parlamencie, kolejny prokurator generalny będzie w 100% moim człowiekiem, moim kandydatem, który zostanie zatwierdzony przez parlament i obejmie urząd we wrześniu. On lub ona przyjrzy się sprawie, zwłaszcza firmie, o której wspomniałeś. |

### Wezwania do dostarczenia komisjom dokumentów

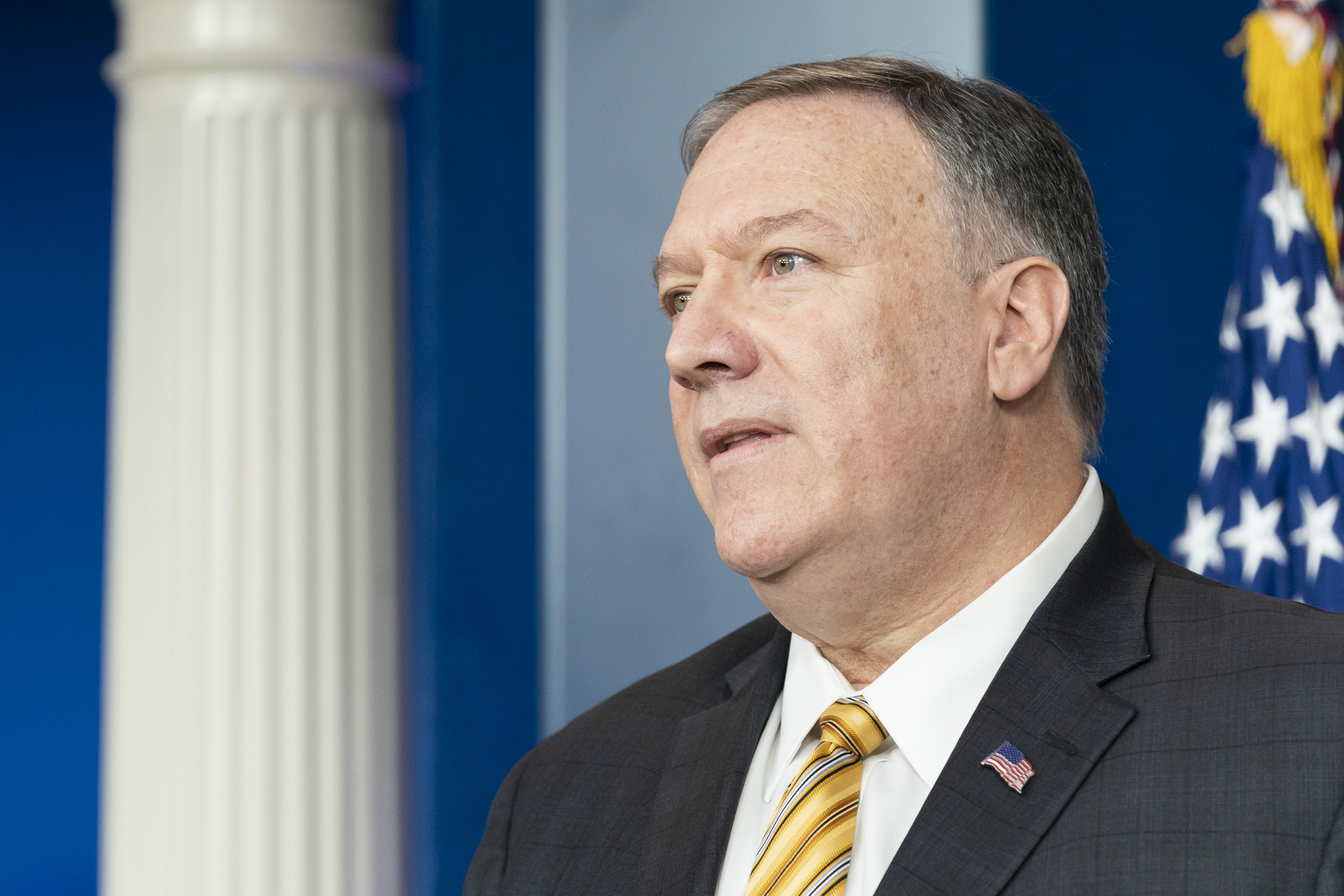
Sekretarz stanu Mike Pompeo, pierwsza osoba wezwana przez Kongres w związku ze śledztwem w sprawie impeachmentu

27 września 2019 wezwano pierwszą osobę do przesłuchania przed komisją badającą sprawę impeachmentu. Był to sekretarz stanu Mike Pompeo. Zażądano od niego pełnego zapisu rozmowy telefonicznej Donalda Trumpa z Prezydentem Ukrainy Wołodymyrem Zełenskim z 25 lipca 2019 oraz listy wszystkich urzędników Departamentu Stanu, którzy słyszeli lub otrzymywali streszczenia rozmowy. Gazeta The Wall Street Journal powołując się na doniesienia sygnalisty poinformowała, że Pompeo również brał udział w rozmowie.
Kolejnym wezwanym był Rudy Giuliani. Śledczy kongresowi nakazali mu dostarczenie korespondencji i dokumentów od początku roku 2017 do 15 października 2019. Uprzedzili go przy tym, że niezastosowanie się do nakazu będzie dowodem utrudniania śledztwa.
Szef personelu Białego Domu Mick Mulvaney został wezwany do dostarczenia pełnej dokumentacji związanej z rozmową telefoniczną Trumpa z Zełenskim z 25 lipca 2019. Biały Dom odmówił jednak współpracy, co zdaniem kongresmenów badających sprawę było dowodem utrudniania śledztwa.
7 października 2019 Kongres wezwał sekretarza obrony Marka Espera oraz Biuro Zarządzania i Budżetu Białego Domu do dostarczenia wszelkich dokumentów dotyczących opóźnienia dostarczenia 400 milionów dolarów amerykańskich pomocy militarnej dla Ukrainy. Pentagon odpowiedział, że jest przygotowany na współpracę z Kongresem. Biuro Zarządzania i Budżetu zapowiedziało, że nie zastosuje się do wezwania. Później Esper również wycofał się ze współpracy.

### Przesłuchania

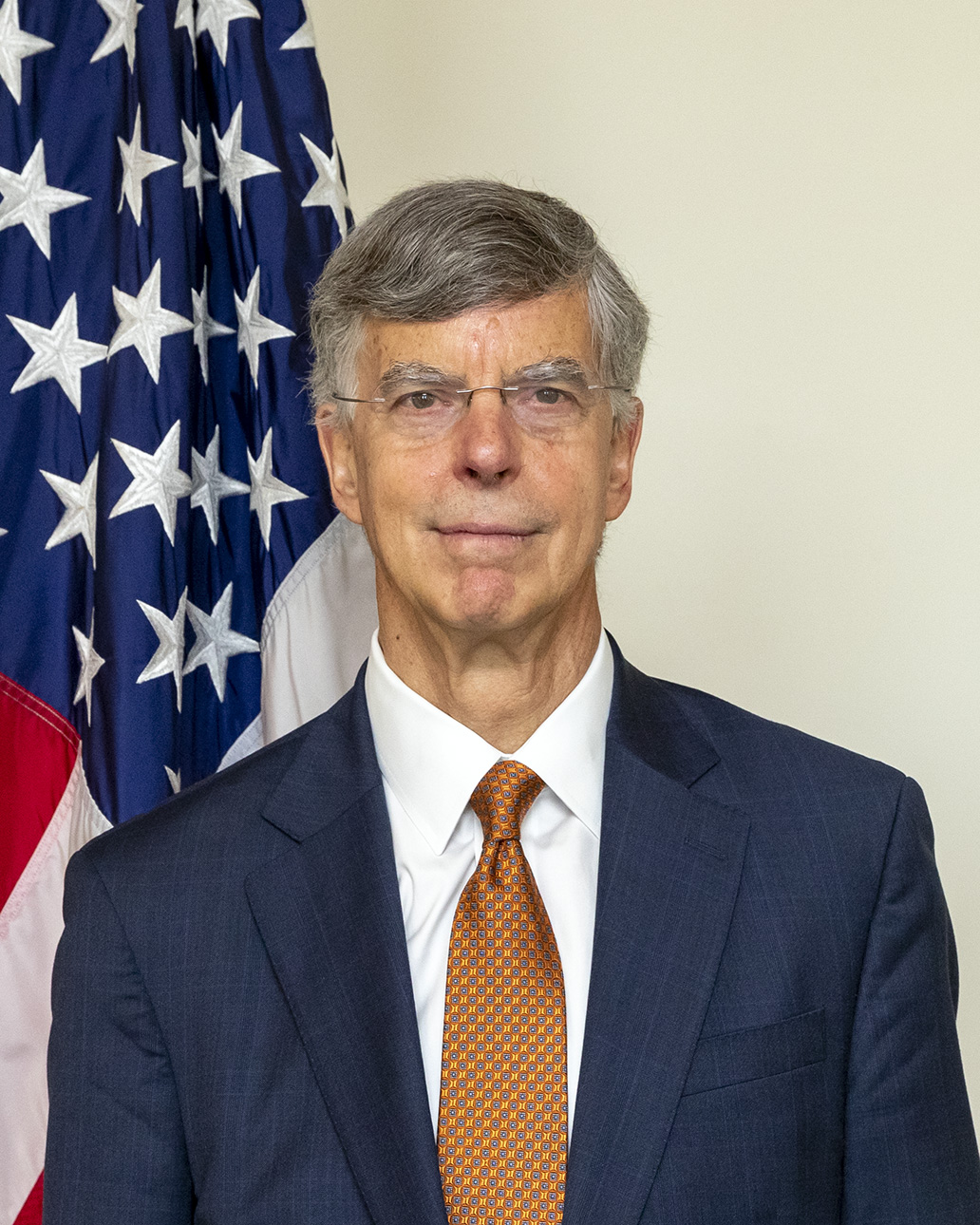
Bill Taylor, przesłuchany przez Kongres ambasador Stanów Zjednoczonych na Ukrainie, który potwierdził zarzuty stawiane Donaldowi Trumpowi

Przesłuchania prowadzą trzy komisje Izby Reprezentantów: spraw zagranicznych, wywiadu oraz nadzoru.
3 października komisje ustaliły, że Donald Trump prawdopodobnie odwołał ambasadorkę Stanów Zjednoczonych na Ukrainie Marie Yovanovitch ze względu na skargi Rudiego Giulianiego i innych, którzy twierdzili, że blokowała wszczęcie śledztwa w sprawie Bidena i wyrażała się negatywnie o prezydencie.
8 października 2019 miało się odbyć przesłuchanie ambasadora Stanów Zjednoczonych w Unii Europejskiej Gordona Sondlanda, który specjalnie w tym celu przyleciał z Brukseli do Waszyngtonu, jednak w ostatniej chwili Departament Stanu zabronił mu składania zeznań. Dyplomata wyraził gotowość do współpracy w przyszłości.
22 października 2019 pełniący obowiązki ambasadora USA na Ukrainie Bill Taylor zeznał, że Donald Trump prowadził własną politykę wobec Ukrainy, uzależniając wartą 391 milionów dolarów amerykańskich pomoc wojskową od obietnicy, że Kijów podda śledztwu Joe i Huntera Bidenów, co miałoby ułatwić Trumpowi wygranie wyborów prezydenckich w 2020. Taylor dodał przy tym, że nieformalne kontakty polityczne mocno odbiegały od oficjalnych celów polityki zagranicznej USA w stosunku do Ukrainy.
26 października 2019 amerykański dyplomata odpowiedzialny za sprawy europejskie w Departamencie Stanu Philip Reeker zeznał, że jego przełożeni zabronili mu wstawić się za ambasador na Ukrainie Marie Yovanovitch, gdy Donald Trump chciał ją usunąć ze stanowiska, bo była przeszkodą w nieoficjalnych rozmowach prezydenta z władzami Ukrainy.
31 października 2019 Izba Reprezentantów przyjęła rezolucję, zgodnie z którą zeznania w Kongresie w sprawie impeachmentu Donalda Trumpa miały być od tej pory jawne. Z ujawnionych transkryptów przesłuchań wynikało, że ambasadorka Stanów Zjednoczonych na Ukrainie Marie Yovanovitch czuła presję ze strony konserwatywnych mediów oraz bliskich współpracowników prezydenta, którzy kwestionowali jej lojalność wobec głowy państwa. Szczególnie mieli ją krytykować Rudy Giuliani i syn prezydenta, Donald Trump Jr., którzy publikowali niekorzystne dla niej wpisy w mediach społecznościowych. Według jej relacji, ambasador Stanów Zjednoczonych przy Unii Europejskiej Gordon Sondland powiedział jej musisz iść na całość albo wracać do domu. Musisz, wiesz, tweetować, że popierasz prezydenta. Kilku świadków zeznało, że Sondland odegrał istotną rolę w polityce wobec Ukrainy, mimo że ten kraj nie jest częścią Unii Europejskiej. Z kolei były doradca sekretarza stanu Michael McKinley zeznał, że postanowił zrezygnować ze stanowiska po tym, jak departament stanu postanowił nie stawać w obronie ambasador Yovanovitch. McKinley miał także odnosić wrażenie, że amerykańscy dyplomaci są wykorzystywani do realizacji celów wewnętrznych.
5 listopada 2019 Gordon Sodland, który początkowo deklarował brak wiedzy o powiązaniu wstrzymania pomocy finansowej Ukrainie z prośbą o wszczęcie śledztwa wobec Huntera Bidena, zmienił swoje zeznania. Stwierdził, że wobec braku innego wyjaśnienia, takie powiązanie jest możliwe. Wspomniał, że w pewnym momencie podzielił się z Trumpem swoimi podejrzeniami telefonicznie, jednak prezydent nie chciał rozmawiać na ten temat. Odpowiedział jedynie Niczego nie chcę, nie chcę quid pro quo, chcę żeby Zełyński postąpił właściwie.

### Aresztowanie Lwa Parnasa i Igora Frumana
10 października 2019 prokuratura na Manhattanie ogłosiła, że aresztowano dwóch amerykańskich biznesmenów wschodnioeuropejskiego pochodzenia powiązanych z Rudym Giulianim, Lwa Parnasa i Igora Frumana, założycieli firmy Fraud Guarantee. Dzień wcześniej mieli zamiar wylecieć do Wiednia, lecz zostali zatrzymani na międzynarodowym porcie lotniczym Dulles w Waszyngtonie. Postawiono im zarzuty dostarczania z zagranicy pieniędzy dla kandydatów politycznych. Według danych zebranych w czasie śledztwa w sprawie impeachmentu, to oni mieli kontaktować Giulianiego z politykami na Ukrainie. Dwaj zatrzymani przekazywali też pieniądze na kampanie polityczne wybranych osób, posługując się podstawionymi osobami. Parnas był podejrzany o to, że nielegalnie wyłożył na kampanię wyborczą Donalda Trumpa od 325 tysięcy do 478 tysięcy dolarów amerykańskich.

## Wezwania
Przesłuchania w sprawie śledztwa prowadzą trzy komisje Izby Reprezentantów: spraw zagranicznych, wywiadu oraz nadzoru. Od 25 września komisje

### Do dostarczenia dowodów
| Imię i nazwisko | Urząd                                                        | Data ostateczna           | Status                                          |
| --------------- | ------------------------------------------------------------ | ------------------------- | ----------------------------------------------- |
| Mike Pompeo     | Sekretarz stanu Stanów Zjednoczonych                         | 4 października 2019(dts)  | Odmówił współpracy                              |
| Gordon Sondland | Ambasador Stanów Zjednoczonych przy Unii Europejskiej        | 14 października 2019(dts) | Odmówił współpracy                              |
| Mike Pence      | Wiceprezydent Stanów Zjednoczonych                           | 15 października 2019(dts) | Odmówił współpracy                              |
| Rudy Giuliani   | Osobisty prawnik Donalda Trumpa, były Burmistrz Nowego Jorku | 15 października 2019(dts) | Odmówił współpracy                              |
| Mark Esper      | Sekretarz obrony Stanów Zjednoczonych                        | 15 października 2019(dts) | Odmówił współpracy                              |
| Mick Mulvaney   | P.o szefa personelu Białego Domu                             | 18 października 2019(dts) | Odmówił współpracy                              |
| Rick Perry      | Sekretarz energii Stanów Zjednoczonych                       | 18 października 2019(dts) | Ogłosił swoją rezygnację z 17 października 2019 |

### Do stawienia się przed komisją w Kongresie
| Imię i nazwisko        | Urząd                                                                          | Data ostateczna                                                        | Status |
| ---------------------- | ------------------------------------------------------------------------------ | ---------------------------------------------------------------------- | --- |
| Joseph Maguire         | P.o. dyrektora Wywiadu Narodowego                                              | –                                                                      | Zeznawał 26 września 2019. |
| Steve Linick           | Generalny Inspektor Departamentu Stanu                                         | –                                                                      | Stawił się w Kongresie 2 października 2019 i przekazał dokumenty dotyczące teorii spiskowej, które Rudy Giuliani wcześniej wysłał do FBI. |
| Marie Yovanovitch      | Ambasadorka Stanów Zjednoczonych na Ukrainie                                   | 2 października 2019(dts)                                               | Zeznawała 11 października 2019. |
| Kurt Volker            | Były specjalny wysłannik Stanów Zjednoczonych na Ukrainie                      | 3 października 2019(dts)                                               | Zeznawał 3 października 2019 i ponownie 16 października.                                                                                  |
| Michael Atkinson       | Generalny Inspektor Intelligence Community                                     | –                                                                      | Zeznawał 4 października 2019. |
| George Kent            | Zastępca pomocnika sekretarza stanu                                            | 7 października 2019(dts)                                               | Nie stawił się do 7 października 2019, zeznawał 15 października.                                                                          |
| Lew Parnas             | Biznesmen powiązany z Rudym Giulianim                                          | 11 października 2019(dts)                                              | Został aresztowany 9 października 2019 i oskarżony o domniemane przestępstwa związane z finansowaniem kampanii federalnej w Nowym Jorku.  |
| Igor Fruman            | Biznesmen powiązany z Rudym Giulianim                                          | 11 października 2019(dts)                                              | Został aresztowany 9 października 2019 i oskarżony o domniemane przestępstwa związane z finansowaniem kampanii federalnej w Nowym Jorku.  |
| Fiona Hill             | Była dyrektor ds. Rosji i Europy Wschodniej w Radzie Bezpieczeństwa Narodowego | –                                                                      | Zeznawała 14 października 2019. |
| Semyon Kislin          | Biznesmen powiązany z Rudym Giulianim                                          | 14 października 2019(dts)                                              | Zawarł porozumienie z Kongresem i współpracuje w śledztwie.                                                                               |
| Michael McKinley       | Starszy doradca sekretarza stanu                                               | –                                                                      | Zeznawał 16 października 2019. |
| Gordon Sondland        | Ambasador Stanów Zjednoczonych przy Unii Europejskiej                          | 10 października 2019(dts) (początkowa data); 16 października 2019(dts) | Nie stawił się do 16 października 2019, zeznawał 17 października.                                                                         |
| Bill Taylor            | Ambasador Stanów Zjednoczonych na Ukrainie                                     | –                                                                      | Zeznawał 22 października 2019. 5 listopada 2019 zmienił swoje zeznania.                                                                   |
| Laura Cooper           | Zastępca pomocnika sekretarza obrony                                           | –                                                                      | Zeznawała 23 października 2019. |
| Philip T. Reeker       | p.o. zastępcy sekretarza stanu d.s. europejskich i euroazjatyckich             | –                                                                      | Zeznawał 26 października 2019. |
| Charles Kupperman      | Były doradca ds. bezpieczeństwa narodowego (p.o.)                              | 28 października 2019(dts)                                              | Odmówił zeznania i zażądał nakazu sądowego.                                                                                               |
| Alexander Vindman      | Pracownik Rady Bezpieczeństwa Narodowego                                       | –                                                                      | Zeznawał 29 października 2019. |
| Catherine Croft        | Pracowniczka Rady Bezpieczeństwa Narodowego                                    | –                                                                      | Zeznawała 30 października 2019. |
| Kathryn L. Wheelbarger | Dyrektor ds. europejskich w Radzie Bezpieczestwa Narodowego                    | –                                                                      | Zeznawała 31 października 2019. |
| Tim Morrison           | Dyrektor Rady Bezpieczeństwa Narodowego ds. Europy i Rosji                     | –                                                                      | Zeznawał 31 października 2019. |
| Michael Duffey         | Zastępca Dyrektora ds. Programów Bezpieczeństwa Narodowego                     | 5 listopada 2019(dts)                                                  | Nie stawił się dobrowolnie, otrzymał wezwanie urzędowe 25 października 2019.                                                              |
| Ulrich Brechbuhl       | Radca prawny Departamentu Stanu                                                | 6 listopada 2019(dts)                                                  | Nie stawił się dobrowolnie, otrzymał wezwanie urzędowe 25 października 2019.                                                              |
| Russell Vought         | P.o. szefa Biura Budżetu                                                       | 6 listopada 2019(dts)                                                  | Nie stawił się dobrowolnie, otrzymał wezwanie urzędowe 25 października 2019.                                                              |
| Gordon Sondland        | Ambasador Stanów Zjednoczonych przy Unii Europejskiej                          | 14 października 2019(dts)                                              | 5 listopada 2019 po raz drugi zeznawał w Kongresie. Podczas przesłuchania zmienił swoje oryginalne zeznania.                              |

## Odbiór

### Opinia publiczna
26 września 2019 sondaż dla telewizji PBS i radia NPR wskazał, że 49% Amerykanów popierało impeachment Donalda Trumpa, a 46% respondentów była temu przeciwnych. Według sondażu liczba zwolenników impeachmentu od kwietnia, kiedy wykonano takie samo badanie, wzrosła o 10 punktów procentowych. W kwietniu trwała dyskusja na temat wszczęcia procedury impeachmentu na podstawie raportu Roberta Muellera i możliwości ingerencji Rosji w wybory prezydenckie w 2016.
Według sondaży CNN, od maja do października 2019 poparcie opinii publicznej dla impeachmentu Donalda Trumpa wśród wyborców niezależnych wzrosło o 11 punktów procentowych, do 44%, a wśród Republikanów o 8 punktów, do 14%.
16 października 2019 Instytut Gallupa opublikował raport, z którego wynikało, że 52% Amerykanów popierało impeachment Trumpa.
23 października 2019 według sondażu Ipsos 46% Amerykanów opowiadało się za impeachmentem Trumpa.

#### Sondaże i badania opinii publicznej
| Źródło                             | Daty badania       | Wielkość próby | Margines błędu | Popiera       | Sprzeciwia się | Brak opinii   |
| Wrzesień 2019                      | Wrzesień 2019      | Wrzesień 2019  | Wrzesień 2019  | Wrzesień 2019 | Wrzesień 2019  | Wrzesień 2019 |
| ---------------------------------- | ------------------ | -------------- | -------------- | ------------- | -------------- | ------------- |
| Monmouth University                | 23–26 września     | 1161           | ± 2.9%         | 49%           | 43%            | 7%            |
| Politico / Morning Consult         | 24–26 września     | 1640           | ± 2.0%         | 43%           | 43%            | 13%           |
| NPR / PBS NewsHour / Marist        | 25 września        | 864            | ± 4.6%         | 49%           | 46%            | 5%            |
| Hill / HarrisX                     | 26–27 września     | 1003           | ± 3.1%         | 47%           | 42%            | 11%           |
| CBS News / YouGov                  | 26–27 września     | 2059           | ± 2.3%         | 42%           | 36%            | 22%           |
| Reuters / Ipsos                    | 26–30 września     | 1917           | ± 2.6%         | 45%           | 43%            | 12%           |
| Quinnipiac University              | 27–29 września     | 1115           | ± 3.6%         | 47%           | 47%            | 6%            |
| Politico / Morning Consult         | 27–30 września     | 2488           | ± 2.0%         | 46%           | 43%            | 11%           |
| Październik 2019                   |                    |                |                |               |                |               |
| USA Today / Ipsos                  | 1–2 października   | 1006           | ± 3.5%         | 45%           | 48%            | 7%            |
| Washington Post / George Mason     | 1–6 października   | 1007           | ± 3.5%         | 58%           | 38%            | 4%            |
| Pew Research                       | 1–13 października  | 3487           | ± 2.2%         | 54%           | 44%            | 2%            |
| NPR / PBS NewsHour / Marist        | 3–8 października   | 1123           | ± 3.4%         | 52%           | 43%            | 5%            |
| The Wall Street Journal / NBC News | 4–6 października   | 800            | ± 3.46%        | 55%           | 39%            | 6%            |
| Fox News                           | 6–8 października   | 1003           | ± 3.0%         | 55%           | 40%            | 5%            |
| Politico / Morning Consult         | 7–8 października   | 1991           | ± 2.0%         | 50%           | 44%            | 6%            |
| Quinnipiac University              | 11–13 października | 1995           | ± 3.5%         | 46%           | 48%            | 7%            |
| Politico / Morning Consult         | 11–13 października | 1993           | ± 2%           | 50%           | 42%            | 8%            |
| The Economist / YouGov             | 13–15 października | 1136           | ± 3%           | 53%           | 40%            | 8%            |
| Reuters / Ipsos                    | 14–15 października | 961            | ± 3.6%         | 44%           | 43%            | 12%           |
| Quinnipiac University              | 17–21 października | 1587           | ± 3.1%         | 55%           | 43%            | 3%            |
| Emerson College                    | 18–21 października | 1000           | ± 3%           | 48%           | 44%            | 9%            |
| Politico / Morning Consult         | 18–21 października | 1989           | ± 2.0%         | 48%           | 42%            | 9%            |

| Źródło                             | Daty badania       | Wielkość próby | Margines błędu | Popiera       | Sprzeciwia się | Brak opinii   |
| Wrzesień 2019                      | Wrzesień 2019      | Wrzesień 2019  | Wrzesień 2019  | Wrzesień 2019 | Wrzesień 2019  | Wrzesień 2019 |
| ---------------------------------- | ------------------ | -------------- | -------------- | ------------- | -------------- | ------------- |
| Monmouth University                | 23–26 września     | 1161           | ± 2.9%         | 44%           | 52%            | 5%            |
| HuffPost/YouGov                    | 24–26 września     | 1000           | ± 3.2%         | 47%           | 39%            | 14%           |
| CNN / SSRS                         | 24–29 września     | 1009           | ± 3.5%         | 47%           | 45%            | 8%            |
| Październik 2019                   |                    |                |                |               |                |               |
| Washington Post / George Mason     | 1–6 października   | 1007           | ± 3.5%         | 49%           | 44%            | 7%            |
| Gallup                             | 1–13 października  | 1526           | ± 3%           | 52%           | 46%            | 2%            |
| NPR / PBS NewsHour / Marist        | 3–8 października   | 1123           | ± 3.4%         | 48%           | 48%            | 4%            |
| The Wall Street Journal / NBC News | 4–6 października   | 800            | ± 3.46%        | 43%           | 49%            | 8%            |
| Fox News                           | 6–8 października   | 1003           | ± 3.0%         | 51%           | 44%            | 5%            |
| Politico / Morning Consult         | 7–8 października   | 1991           | ± 2.0%         | 50%           | 42%            | 7%            |
| The Economist / YouGov             | 13–15 października | 1136           | ± 3%           | 53%           | 40%            | 7%            |
| CNN / SSRS                         | 17–20 października | 1003           | ± 3.7%         | 50%           | 43%            | 7%            |
| Quinnipiac University              | 17–21 października | 1587           | ± 3.1%         | 48%           | 46%            | 6%            |
| Politico / Morning Consult         | 18–21 października | 1989           | ± 2.0%         | 50%           | 42%            | 8%            |
| Washington Post / ABC News         | 27–30 października | 1003           | ± 3.5%         | 49%           | 47%            | 4%            |
| Listopad 2019                      |                    |                |                |               |                |               |
| Monmouth University Poll           | 1–3 listopada      | 908            | ± 3.3%         | 44%           | 51%            | 4%            |
| CNN / SSRS                         | 21–24 listopada    | 1007           | ± 3.7%         | 50%           | 43%            | 6%            |

### Biały Dom i rząd Ukrainy
Donald Trump nie przyznaje się do stawianych mu zarzutów. Śledztwo w sprawie impeachmentu nazwał polowaniem na czarownice, zamachem stanu i linczem. 4 października 2019 publicznie wezwał Ukrainę i Chiny do rozpoczęcia śledztwa przeciwko Joemu i Hunterowi Bidenom. Część komentatorów politycznych zwróciła uwagę, że publicznie zrobił dokładnie to, o co jest oskarżony. 5 października 2019 wezwał Demokratów do wszczęcia procedury impeachmentu, zapewniając, że Senat na pewno i tak odrzuci wniosek.
W ciągu pierwszego tygodnia od wszczęcia śledztwa sztab wyborczy Donalda Trumpa zamieścił na Facebooku ponad 1,8 tysięcy reklam przeciw impeachmentowi prezydenta. Sekretarz prasowa Białego Domu Stephanie Grisham stwierdziła w oświadczeniu, że śledztwo przeciwko Trumpowi to kolejna próba oczernienia prezydenta przez lewicowych ustawodawców i radykalnych biurokratów, którzy wytoczyli wojnę konstytucji.
25 września 2019 prezydent Ukrainy Wołodymyr Zełenski publicznie zaprzeczył jakoby Donald Trump miał wywierać naciski na rząd Ukrainy.